# Амфилохий (Бондаренко)
Архиепи́скоп Амфило́хий (в миру Андрей Анатольевич Бондаренко; 24 июня 1969, село Курчум, Курчумский район, Восточно-Казахстанская область) — архиерей Русской православной церкви, архиепископ Усть-Каменогорский и Семипалатинский. Член комиссии по делам старообрядных приходов и по взаимодействию со старообрядчеством. Председатель комиссии по культуре Митрополичьего округа Русской православной церкви в Республике Казахстан.

## Биография
C 1976 по 1986 годы обучался в средней общеобразовательной школе № 10 Шахринав
В 1987—1989 годах проходил службу в рядах Советской Армии в Центральной Группе Войск.
С 1991 года нёс послушание алтарника и чтеца в Свято-Троицком храме города Текели Талды-Курганской области Республики Казахстан.
В 1993—1995 годах обучался в Алма-Атинском духовном училище.
22 мая 1994 года рукоположён во диакона, 25 мая — во иерея архиепископом Алма-Атинским и Семипалатинским Алексием (Кутеповым).
С 1994 года совершал священническое служение в храме пророка Божия Илии города Серебрянска Восточно-Казахстанской области.
20 августа 1998 году наместником Свято-Троицкого мужского монастыря города Усть-Каменогорска игуменом Платоном (Дивенко) пострижен в монашество.
20 августа 1998 года назначен настоятелем Свято-Покровского храма города Усть-Каменогорска. С 1 мая 1999 года — благочинный Усть-Каменогорского церковного округа.
В праздник Пасхи 2006 года митрополитом Астанайским и Алма-Атинским Мефодием (Немцовым) возведен в сан игумена.
5 марта 2007 году назначен настоятелем Благовещенского кафедрального собора города Павлодара и благочинным Павлодарского церковного округа.
В 2010 года назначен настоятелем Храма Христа Спасителя города Алма-Аты.
В 2010 году окончил Томскую духовную семинарию.
В 2011 году окончил Государственный профессиональный институт управления города Москвы.
Сотрудник Восточно-Казахстанского этнографического музея по вопросам религии и этнографии славянских народов, проживающих на территории Восточно-Казахстанской области. Совместно с музеем неоднократно проводил этнографические выставки духовно-просветительской направленности.
Член малой Ассамблеи народа Казахстана.
С 1999 года член правления международной Ассоциации тюремного служения (Prison Fellowship International) (Лозанна, Швейцария).

### Архиерейское служение
Решением Священного Синода от 27 декабря 2011 года избран епископом Усть-Каменогорским и Семипалатинским.
1 января 2012 году в Вознесенском кафедральном соборе Алма-Аты митрополитом Астанайским и Казахстанским Александром (Могилёвым) возведён в сан архимандрита.
Наречение состоялось 3 февраля 2012 года в храме Всех святых, в земле Российской просиявших, Патриаршей резиденции в Даниловом монастыре в Москве.
26 февраля 2012 года в храме святого великомученика Димитрия Солунского на Благуше в Москве хиротонисан во епископа Усть-Каменогорского и Семипалатинского. Хиротонию совершили: Патриарх Московский и всея Руси Кирилл, митрополит Крутицкий и Коломенский Ювеналий (Поярков), митрополит Астанайский и Казахстанский Александр (Могилёв), епископ Бронницкий Игнатий (Пунин), епископ Солнечногорский Сергий (Чашин).
Действительный член Императорского православного палестинского общества (2020).
6 мая 2022 года за Литургией в Храме Христа Спасителя в Москве возведён в сан архиепископа.

## Награды
Церковные
- Юбилейная медаль «В память 200-летия победы в Отечественной войне 1812 года» (2013)
- Патриарший знак «700-летие преподобного Сергия Радонежского» (2014)
- Юбилейная медаль «В память 1000-летия преставления равноапостольного князя Владимира» (2015)
- Юбилейная медаль «В память 100-летия восстановления Патриаршества в Русской Православной Церкви» (2017)
- Орден «Енбек Үшiн» (За труды); (2019)[7]
- Орден «Преподобного Серафима Саровского III степени» (2019) — во внимание к усердным архипастырским трудам и в связи с 50-летием со дня рождения[8]
- Медаль «140-летие основания Туркестанской епархии» (2012)
- Медаль « В память 10-летия учреждения Казахстанского Митрополичьего Округа» (2013)
- Медаль «Царственных Страстотерпцев» первой степени (2013)
- Орден «Преподобноисповедника Севастиана Карагандинского» (2014)
- Медаль «Святитель Макарий, просветитель Алтая» второй степени (2014)
- Медаль «Равноапостольный князь Владимир» (2015)
- Медаль «Преподобноисповедник Севастиан, старец Карагандинский» (2016)
- Медаль «145-летие основания Туркестанской епархии» (2017)
- Орден «Преподобномучеников Серафима и Феогноста Алма-Атинских» (2017)
- Медаль «За труды на ниве духовного образования» (2018)
- Медаль «В память 500-летия основания Свято-Успенского Жировичского мужского монастыря» (БПЦ) (2024)
- Орден «Алғыс» Казахстанский митрополичий округ (2024)

Светские
- Медаль «Астана» (1998)
- Медаль «10 лет независимости Республики Казахстан» (2001)
- Медаль «10 лет Конституции Республики Казахстан»(2005)
- Почётный диплом акима Восточно-Казахстанской области (2006)
- Медаль «Шапагат» (2019)
- Почетный гражданин Восточно-Казахстанской области (2019)
- Медаль «Народная благодарность» (2020)[9]
- медаль в честь 30-летия Независимости Республики Казахстан (2021)
- медаль «200 лет со дня рождения Ф. М. Достоевского» (2021)[10]
- Орден «Курмет» (Орден Почета)  (2024)
- Почетный гражданин города Усть-Каменогорска (2024)

Награды Союза казаков России
- Орден Союза казаков России «За службу казачеству» (2001)
- Медаль «10 лет Союзу казаков России» (2000)